# Vašleja
La Vašleja aussi appelée Mieču kanāls est un cours d'eau de la province du Zemgale en Lettonie, l'affluent droit de Slocene qui fait partie du système hydrologique du lac Kaņieris. 